# Allée Marius-Barroux
L'allée Marius-Barroux est une voie du 19e arrondissement de Paris, en France.

## Situation et accès
L'allée Marius-Barroux est une voie privée située dans le 19e arrondissement de Paris. Elle débute au 18, boulevard Sérurier et se termine en impasse, devant l'entrée du bâtiment des Archives départementales de Paris.

## Origine du nom
Elle porte le nom de l'archiviste en chef honoraire du département de la Seine et de la Ville de Paris, Marius Barroux (1862-1939). 

## Historique

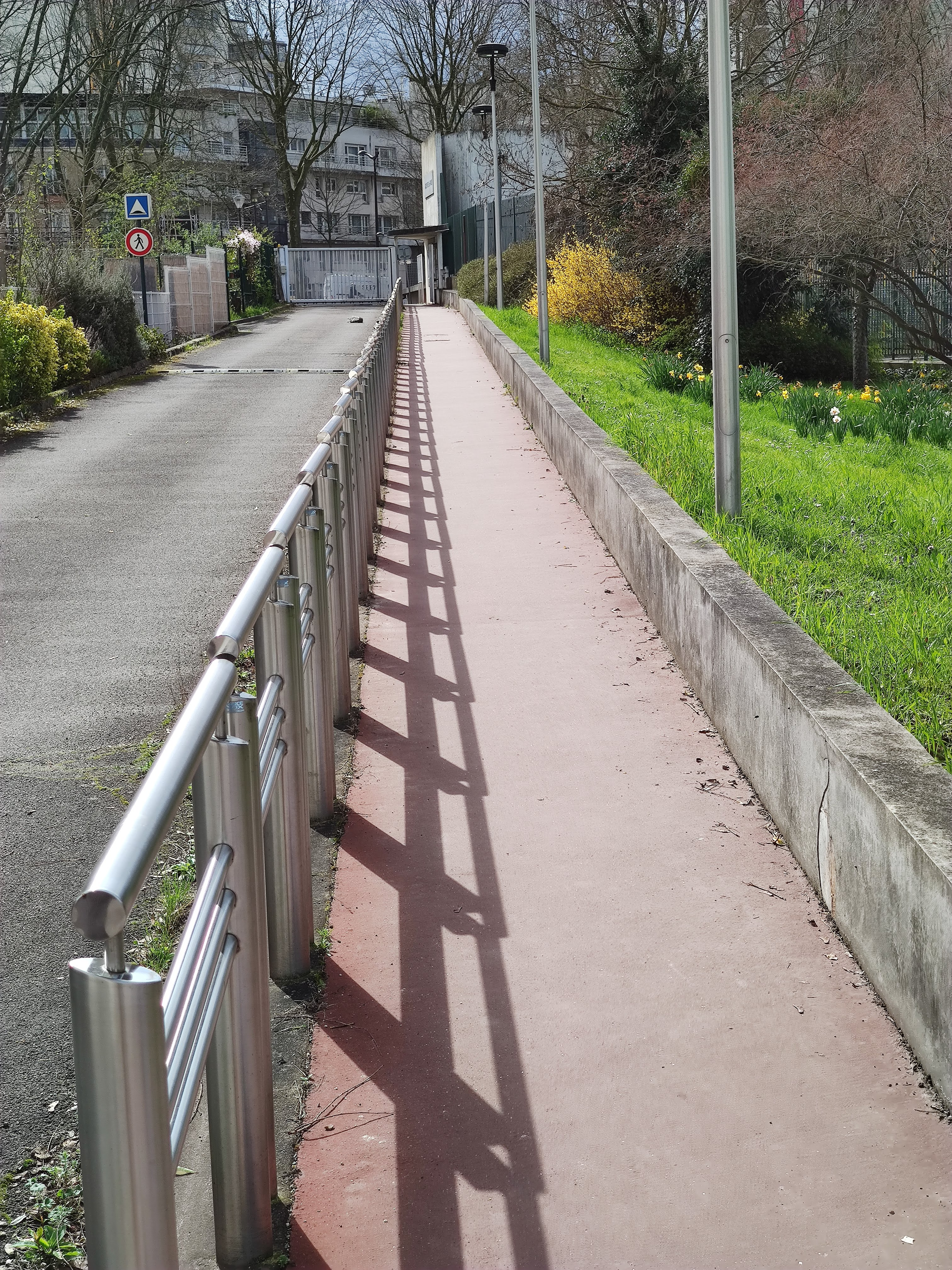
L’allée vue du côté des Archives.

Cette voie privée appartenant à la Ville de Paris reçoit par un décret municipal du 10 avril 1997 sa dénomination actuelle.